# Northern Light (album)
Northern Light, album švedskog future pop/EBM benda Covenant. Izašao je 2002.
Već s prvim singlom, Call the ships to port, Covenant zauzima prvo mjesto na DAC-ovoj ljestvici.
Nothern Light je produciran uz pomoć Jacoba Hellnera koji je itekako poznat po svojoj produkciji koju je radio za Rammstein i druge, no na ovom materijalu nisu korištene gitare, jer to nije tipičan Covenant zvuk. 

## Popis pjesama
1. Monochrome - 5:00
2. Call the Ships to Port - 4:56
3. Bullet - 5:02
4. Invisible & Silent - 4:38
5. Prometheus - 5:40
6. We Stand Alone - 5:29
7. Rising Sun - 6:00
8. Winter Comes - 4:56
9. We Want Revolution - 4:44
10. Scared - 6:59
11. Atlas - 5:15

## Bonus pjesme
1. Bullet (Club version) - 5:35
2. Call the Ships to Port (Club Version) - 6:04
3. Bullet (Funky Indian) - 5:38
4. Don't Go - 4:04

## Vanjske poveznice
- Metropolis: Northern Light
- Northern Light na Discogs
- Covenant webstranica